# فضای چهاربعدی
پیش از ورود به مفهوم بعد چهارم نیاز است درباره ی مفهوم ابعاد بدانیم :
یک نقطه ی کوچک دارای صفر بعد است ولی اگر دو نقطه در صفحه را به هم وصل کنیم، یک خط یک بعدی خواهد بود.
بعد دوم از دو خط تشکیل شده است که یک صفحه ی مختصات دو بعدی ایجاد می کند و دارای مشخصه های طول و عرض است ، بعد سوم که ما درک کامل تری از آن داریم از سه خط یعنی طول، عرض و ارتفاع بوجود آمده است. هر مرحله بعد ها یک مشخصه به آن اضافه می شود پس برای بعد چهارم انتظار می رود که در هر راس شکل بعد چهارمی ما یک حجم قرار بگیرد مانند این می ماند که در هر راس یک مکعب یک مکعب دیگر قرار دهید که در فیزیک به این مکعب چهاربعدی تسرکت یا ابرمکعب یا به زبان ساده‌تر مکعب چهاربعدی می گویند. در ریاضیات بُعد چهارم یا 4D، یک مفهوم انتزاعی و غیرحقیقی است که ناشی از تعمیم قانون فضای سه‌بُعدی است.

## تاریخچهٔ
این مبحث تقریباً برای مدت سیصد سال توسط فلاسفه و ریاضی‌دانان مورد بررسی و مطالعه قرار گرفته‌است.
ایدهٔ افزودن بُعد چهارم با «ابعاد» توسط ژان لو راند آلنبرت در سال ۱۷۵۴ م. منتشر شد.
در اواسط دههٔ ۱۷۰۰ این ایده توسط ژوزف لوئیس لاگرانژ دنبال شد و با رسمی‌شدن دقیق مفهوم آن در سال ۱۸۵۴ توسط برنهارد ریمان به اوج خود رسید. در سال ۱۸۸۰، چارلز هوارد هینتون این مقاله را در مقاله‌ای تحت عنوان « بُعد چهارم چیست؟» که مفهوم (مکعب چهار بعدی) را با کلی‌گویی گام به گام خصوصیات خطوط، مربع‌ها، توضیح می‌دهد، رواج داد؛ و مکعب ساده‌ترین روش روش هینتون رسم دو مکعب سه بعدی معمولی در فضای دو بعدی است، یکی از دیگری را شامل می‌شود، و با یک فاصلهٔ «دیده نشده» از هم جدا می‌شود و سپس بین رئوس معادل آن‌ها خط می‌کشد. این را می‌توان در انیمیشن همراه مشاهده کرد هر زمان که مکعب داخلی کوچک‌تری را درون یک مکعب خارجی بزرگ‌تر نشان می‌دهد. هشت خط اتصال رئوس دو مکعب در این حالت نشان‌دهندهٔ یک جهت واحد در بعد چهارم «غیب» است.
فضاهای با ابعاد بالاتر (یعنی بیشتر از سه) امروزه به یکی ازمهم‌ترین ابزارهای رسمی برای تشریح مسائل مختلف در علوم ریاضیات و فیزیک مدرن تبدیل شده‌اند. بسیاری از این موضوعات بدون استفاده از چنین فضاهایی به شکل‌های کنونی قابل توضیح یا بیان نیستند. به عنوان مثال، مفهوم یا مدل فضا-زمانِ انیشتین از چنین فضای ۴ بعدی استفاده می‌کند. هر چند این مدل در فضای مینکوفسکی تعریف شده‌است که کمی پیچیده‌تر از فضای چهار بعدی اقلیدسی است.
مکان‌های منفرد در فضای ۴ بعدی را می‌توان، به‌صورت یک بردار یا چندبخشی (n-tuples) - فهرست‌های مرتب شده اعدادی مانند (t, x، y, z)- در نظر گرفت. فضاهای با ابعاد بالاتر، زمانی قدرت و توانایی خود را بروز می‌دهند که مکان‌های منفرد به اشکال پیچیده‌تری با هم پیوند می‌خورند. نمونه‌ای از این پیچیدگی را می‌توان در انیمیشن سه بعدی یکی از ساده‌ترین اشیاء ۴ بعدی ممکن، یعنی تِسِرَکت (یک ابرمکعب چهار بعدی) مشاهده کرد.

## آیا میتوانیم به ابعاد بالاتر یا پایین تر سفر کنیم؟
جواب این سوال به درک عمیقی از بعد ها نیاز دارد ، یک موجود سه بعدی قدرت درک کامل دو بعد و قرار گرفتن در آن مکان را ندارد و این موقعیت برای ابعاد بالاتر نیز صدق می کند. 

## دنیای ما چند بعد دارد؟
درمورد اینکه دنیای ما چند بعد دارد هنوز مطمئن نیستیم اما طبق تئوری های مطرح شده جهان ما دارای بعد های مختلفی است مثلا تئوری ابرریسمان امکان وجود 10 بعد را به ما نشان می دهد ولی تئوری ام (M-theory) می گوید در دنیای ما 11 بعد وجود دارد و تئوری (Bosonic string) می گوید که ما در 26 بعد غوطه ور هستیم.

## از نظر یک موجود دوبعدی یک کره‌ی سه بعدی به چه شکل می‌تواند باشد؟
یک موجود دو بعدی درکی از بعد سوم ندارد و وقتی‌که آن کره‌ی سه بعدی وارد محیط دو بعدی می شود ، آن موجود دوبعدی تنها چیزی که می‌بیند تنها یک دایره خواهدبود.

## منابع

تِسِرَکت

## پژوهشگر و گردآورنده
شهرزاد راجی